# Cantón de Damazan
El cantón de Damazan era una división administrativa francesa, que estaba situada en el departamento de Lot y Garona y la región de Aquitania.

## Composición
El cantón estaba formado por once comunas:
- Ambrus
- Buzet-sur-Baïse
- Caubeyres
- Damazan
- Fargues-sur-Ourbise
- Monheurt
- Puch-d'Agenais
- Razimet
- Saint-Léger
- Saint-Léon
- Saint-Pierre-de-Buzet

## Supresión del cantón de Damazan
En aplicación del Decreto n.º 2014-257 de 26 de febrero de 2014, el cantón de Damazan fue suprimido el 22 de marzo de 2015 y sus 11 comunas pasaron a formar parte; nueve del nuevo cantón de Lavardac y dos del nuevo cantón de Los Bosques de Gascuña.